# Régiment d’Orléans cavalerie
Das Régiment d’Orléans cavalerie (zuletzt als 22e régiment de dragons) war ein Regiment der schweren Kavallerie, aufgestellt im Königreich Frankreich während des Ancien Régime. Es stand noch während der Ersten Republik und im Ersten Kaiserreich im Dienst.

## Aufstellung und signifikante Änderungen
- 16. Mai 1635: Im Piémont erfolgte die Aufstellung eines Kavallerieregiments durch „Jacques, commandeur de Souvré“
- 20. März 1647: Neuer Mestre de camp wurde Philippe I. de Bourbon, duc d’Orléans
- 6. Mai 1651: Mestre de camp-lieutenant „Henri de La Grange-Montigny, marquis d’Arquien“
- 1654: Mestre de camp-lieutenant „Artus de Gouffier, duc de Roannèz“
- 7. Dezember 1665: Übernahme durch den Mestre de camp „Gaspard Donneau de Visé“
- 1668: Übernahme durch den Mestre de camp „d'Harcourt, chevalier de Beuvron“
- 1670: Dauerhafte Umbenennung in Régiment d’Orléans cavalerie
- 1. Dezember 1761: Eingliederung des aufgelösten Régiment de Crussol cavalerie[1]
- 1762: Zuteilung der laufenden Nummer 24 in der Rangliste der Kavallerieregimenter
- 1. Januar 1791: Umbenennung in 13e régiment de cavalerie
- 24. September 1803: Umgliederung in 22e régiment de dragons. (2 Escadrons wurden in das 12e régiment de cuirassiers eingegliedert.)
- 14. Mai 1814: Auflösung. Die 1. und 2. Escadron wurden in Pontivy in das 3e und 5e régiment de dragons, die 3. und 4. Escadron in Lyon in das 13e und 18e régiment de dragons eingegliedert.

## Gefechtstätigkeiten
Kriege, an denen das Regiment teilgenommen hat:
- Holländischer Krieg
- Reunionskrieg
- Pfälzischer Erbfolgekrieg
- Spanischer Erbfolgekrieg
- Polnischer Erbfolgekrieg
- Österreichischer Erbfolgekrieg
- Siebenjähriger Krieg
- Koalitionskriege

Die Aufstellung des „Régiment de Souvré“ erfolgte 1630 im Piémont, die Reiter stammten wahrscheinlich aus dem Gebiet der Alpen, die meisten der Offiziere waren jedoch Franzosen. Am 16. Mai 1635 trat das Regiment in französische Dienste und blieb auch nach dem Tode von Kardinal Richelieu in Italien stationiert. Am 20. März 1647 wurde das Regiment eingezogen und an den zweiten Sohn der Anna von Österreich, den Philippe duc d'Anjou als Mestre de camp vergeben. Der „Commandeur de Souvre“ blieb als Mestre de camp-lieutenant weiterhin der militärische Befehlshaber und führte es nach zwei weiteren Feldzügen in Italien 1649 nach Katalonien sowie 1650 in die Champagne.
- Schlacht bei Rethel

Das „Régiment d'Anjou“ nahm 1652 unter dem Kommando von Maréchal Turenne an den Kämpfen bei Bléneau, d'Étampes und Faubourg Saint-Antoine gegen den Prinzen Condé teil. Im Jahre 1653 stand es im Roussillon und stieß 1654 zu Armee in Katalonien. Hier verblieb es bis zum Abschluss des Pyrenäenfriedens.
Nach dem Tod von Gaston de Bourbon, duc d’Orléans, dem Bruder von Louis XIII. am 12. April 1660 wurde das Regiment in „Régiment d'Orléans“ umbenannt. Am 18. April wurde es aufgelöst, lediglich die Leibkompanie des Regimentsinhabers blieb bestehen und diente als Stamm bei der Wiederaufstellung am 7. Dezember 1665.
Im Jahre 1666 befand es sich zur Ausbildung im Feldlager von Compiègne.
1667 nahm es an den Belagerungen von Douai, und Lille teil. Zu diesem Zeitpunkt bestand es aus neun Kompanien, die bei der Heeresreform von 1668 um zwei reduziert wurden. 1672 bestand das Regiment noch aus sechs Kompanien. Es nahm mit der Armee des Königs am Feldzug in Holland teil und verlegte sein Winterquartier in das Kurfürstentum Köln.
Nach Beginn des Feldzuges von 1673 in der Provinz Utrecht war es zunächst bei der Belagerung von Maastricht eingesetzt.
- 1674: Schlacht bei Seneffe und Einsatz bei der Belagerung von Oudenaarde.
- 1675 war das Regiment an der Einnahme von Dinant, Huey und Limbourg beteiligt.
- 1676: Einnahme von Condé-sur-l’Escaut, Bouchain und Aire-sur-la-Lys.
- 1677: Belagerung von Valenciennes und Cambrai
- 1678: Belagerung von Gent und Ypern

Im Jahre 1679 nahm es an der Verfolgung der brandenburgischen Truppen bis nach Minden teil.
1681 wurde die Einheit in ein Feldlager im Oberelsaß verlegt und zog von dort 1682 in das Artois.
- 1683: Belagerung von Courtrai und Dixmuide
- 1684: Belagerung von Luxemburg.

Bai Ausbruch des Pfälzischen Erbfolgekrieges stand das Regiment in Flandern. Von dort zog es in die Belagerung von Philippsburg und war danach am Feldzug in der Pfalz beteiligt.
1689 nach Flandern zurückgekehrt nahm es an der Schlacht bei Walcourt teil. Danach agierte es in den beiden folgenden Feldzügen in Deutschland und kehrte 1692 wiederum nach Flandern zurück, wo es bei der Belagerung von Namur und in der Schlacht bei Steenkerke eingesetzt wurde.
- 1693: Schlacht bei Neerwinden und Einnahme von Charleroi
- 1694: Gefechte bei Tongern und Brüssel. Danach bis zum Ende der Kämpfe als Aufklärungseinheit an der Maas eingesetzt.
- 1698: Im Feldlager von Compiègne

Im Spanischen Erbfolgekrieg erfolgte die Verlegung nach Flandern mit einem Gefecht bei Nimwegen im Jahre 1702. Im folgenden Jahr Marsch nach Deutschland mit Beteiligung bei der Einnahme von Breisach und Landau (Pfalz), sowie der Schlacht am Speyerbach.

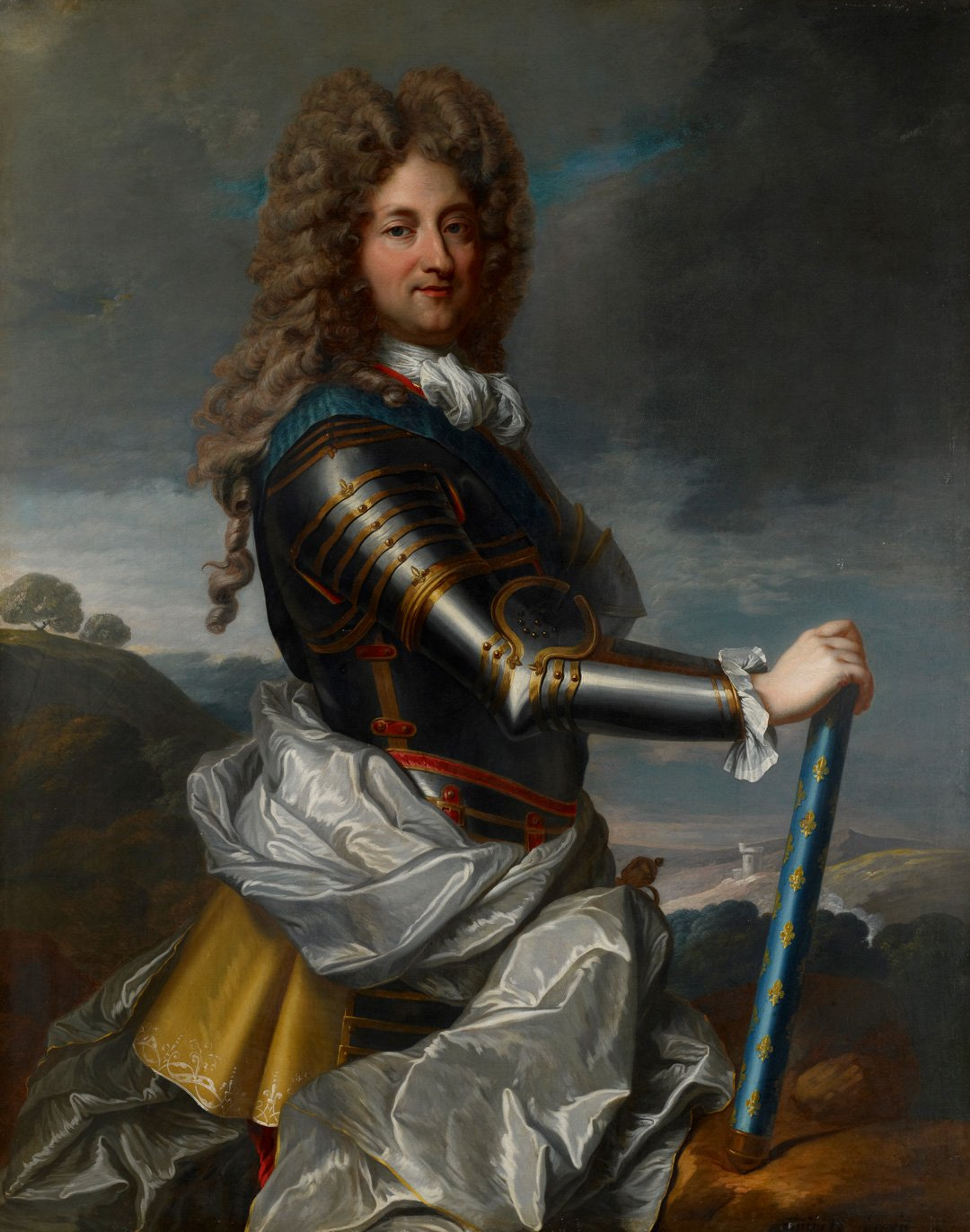
Philippe II. de Bourbon, duc d’Orléans

- 1704: Erste Schlacht bei Höchstädt. Der Regimentskommandeur, der Marquis de Silly, geriet verwundet in Gefangenschaft. Philippe II. de Bourbon, duc d’Orléans, seit 1701 Regimentsinhaber übergab daraufhin das Regiment an Mestre de camp-lieutenant Jouy. Dies wurde als ein unerhörter Akt von Liberalismus gedeutet, da Nicolas Louis Grostête de Jouy nur dem niederen Adel angehörte. Danach verlegte das Regiment wieder in das Elsaß und nahm an allen Operationen des Jahres 1706 teil, die unter anderem Drusenheim, Lauterbourg und die Rheininsel Île du Marquisat mit dem Fort Marquisat zum Ziel hatten.[2]

- 1707: Verlegung nach Flandern.
- 1708: Schlacht bei Oudenaarde
- 1709: Schlacht bei Malplaquet
- 1711: Gefecht bei Arleux
- 1712: Schlacht bei Denain, Wiedereinnahme von Douai, Quesnoy und Bouchain.
- 1713: Verlegung an den Rhein und Teilnahme an der Eroberung von Landau und Freiburg im Breisgau. Danach ab 1714 im Feldlager an der unteren Maas.

Im Jahre 1719 erfolgte die Verlegung nach Spanien, wo das Regiment an der Belagerung von Fontarabie,
San Sebastian und Roses teilnahm.
- 1724: nach dem Tod des Regimentsinhabers Philippe II. de Bourbon, duc d’Orléans im Dezember 1723 ging die Inhaberstelle an seinen legitimen Nachfolger Louis I. de Bourbon, duc d’Orléans über.

Während des Polnischen Erbfolgekrieges erfolgte ein Einsatz in Italien. Das Regiment bewährte sich bei Gera d'Adda, Pizzighetone, Mailand, Novarre, Tortone, Colorno,
in der Schlacht bei Parma, der Schlacht bei Guastalla, bei La Mirandole, Revere, Reggio und Gonzaga. 1736 Rückkehr nach Frankreich mit Quartier in Guise.
- 19. August 1741: Das Régiment d'Orléans verließ Lauterbourg und marschierte über Sankt Pölten nach Böhmen. Es folgte die Einnahme von Prag, das Gefecht bei Sahay (tschechisch: Zahájí), die Verteidigung von Prag und der Beginn des Rückzuges 1742. Im Februar 1743 kamen die Reiter in Joinville an. Hier verblieben sie eine längere Zeit, um am Ende des Jahres 1746 nach Douai und Orchies geschickt zu werden:
- 1747: Schlacht bei Lauffeldt danach im Winterquartier in Calais und Umgebung.

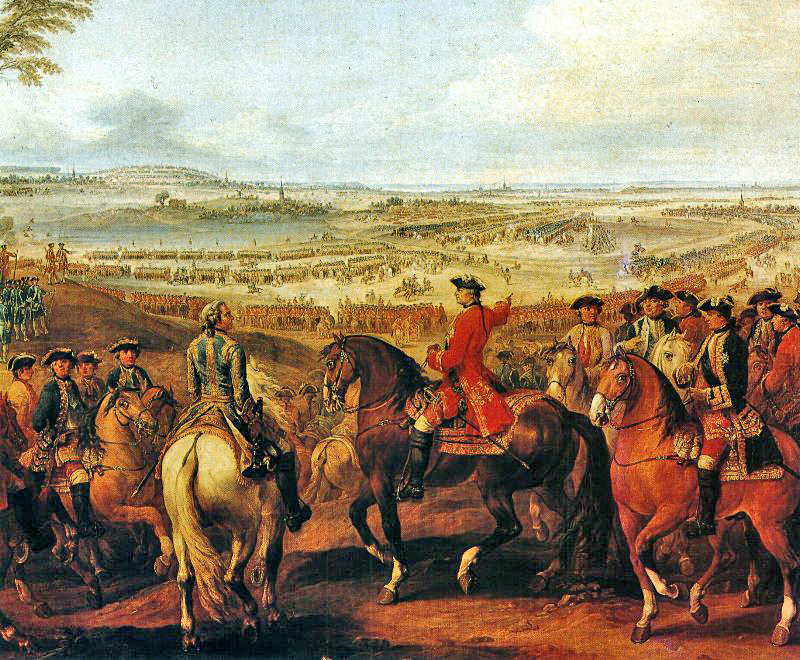
Schlacht bei Lauffeldt

Nach dem Abzug aus den Niederlanden stand das Regiment 1749 zunächst in Lille. Es wechselte während der folgenden Zeit häufig die Garnisonen, so verlegte es im gleichen Jahr noch nach Beauvais, 1750 nach Sens und Provins, 1751 lag es in Metz, 1752 in Gisors, 1753 in Eu (Seine-Maritime), 1754 wieder in Metz, 1755 in Landrecies und im Camp d'Aimeries und danach im Feldlager in Sens. Es folgte die Garnisonierung in Mirecourt 1756 und Sedan 1757. Von hier aus zog das Regiment nach Neuss, wo es zur Armee von Maréchal Louis-Charles-César Le Tellier stieß.
- Schlacht bei Hastenbeck und Eroberung von Kurhannover
- 1758: Schlacht bei Krefeld und Schlacht bei Lutterberg. Nach dem Gefecht bei Elberfeld verfolgte das Regiment den Feind bis zur Rur. Dann Marsch nach Münster, wo die Reiter als Verstärkung zur eingeschlossenen Festungsbesatzung stießen.

Im Jahre 1760 Gefecht bei Korbach und Schlacht bei Warburg und im folgenden Jahr weitere Gefechte bei Grumberg und Lich. Danach wurden Quartieren in Baden und Durlach bezogen.
Nach der Rückkehr zur Armee wurde am 21. März 1763 Garnison in Valenciennes bezogen. Gleichzeitig wurden die Kompanien des aufgelösten Kavallerieregiments „de Crussol“ eingegliedert. Danach erfolgte wieder ein rascher Wechsel der Garnisonen, das Regiment zog noch im gleichen Jahr nach Douai, 1764 nach Vesoul, 1766 nach Straßburg, 1767 nach Bourges, 1769 nach Pont-à-Mousson, 1770 nach Hesdin, 1772 nach Vaucouleurs, 1773 nach Stenay, 1774 nach Thionville, 1774 nach Vesoul, 1777 nach Pont-à-Mousson, 1778 nach Hesdin, 1779 nach Straßburg und dann nach Lille, 1780 nach Toul und Neufchâteau (Vosges), 1782 nach Chinon, 1783 nach Saumur, 1784 nach Lille, 1786 nach Maubeuge, 1787 nach Valenciennes, 1789 nach Guise, Chauny, Noyon und auch noch nach Abbeville, 1791 nach Douai und 1792 nach Béthune, Arras und Lille.
Bereits am 1. Januar 1791 waren alle Regimentsnamen abgeschafft und durch Nummern ersetzt worden. das Regiment „ex Orléans“ führte nunmehr die Nummer 13 in der Liste der Kavallerieregimenter.
Unter seiner neuen Bezeichnung kämpfte das Regiment in den ersten Feldzügen der Revolution mit der
„Armée du Nord“ (Nordarmee), dann 1795 und 1796 mit der „Armée de Sambre-et-Meuse“ (Sambre-Maas-Armee), 1797 mit der „Armée du Rhin-et-Moselle“ (Rhein und Moselarmee), und nahm an alle weiteren Feldzügen in Deutschland teil.
- Schlacht bei Höchstädt und Übergang über die Donau
- 1800: stationiert in Brüssel und Mons
- 1802: Abordnung zur „Armée de Batavie“ (Batavische Armee), Besetzung von Breda
- 1803: in Maastricht, Bapaume und Amiens. Hier erfolgte die Umgliederung in das „22e régiment de dragons“.

Nach Aufenthalten in Thionville, Strasbourg und Schlettstadt, wurde das Regiment 1805 dem „Corps de cavalerie de réserve de la grande armée“ (Reservekavalleriekorps der Grande Armée) zugeteilt. 1806 und 1807 gehörte es zum „6e corps de réserve de cavalerie“ (6. Reservekavalleriekorps). Im Jahre 1808 nach Spanien abgestellt, war es bis 1813 dort an allen größeren Kampfhandlungen beteiligt. Im gleichen Jahr erfolgte die Abordnung zum „Corps d'observation“  (Aufklärungskorps) im Königreich Bayern. 1814 wurde die Einheit dem „5e corps de réserve de cavalerie“ (5. Reservekavalleriekorps) zugeteilt.
Am 14. Mai 1814 erfolgte die Auflösung und Aufteilung des Personals auf andere Einheiten.

## Ausstattung

### Standarten
Für das Regiment lassen sich nacheinander mehrere verschiedene Standarten nachweisen, alle aus roter Seide. Die Stickereien und Fransen waren in Gold ausgeführt. Gezeigt wurden die Sonne, Lilien (Fleurs de lys) und das Wappen des Hauses Orléans in verschiedenen Ausführungen, sowie auf einer Rückseite ein Riese mit dem Spruchband „Laudes Que Nomen Que Manebunt“.

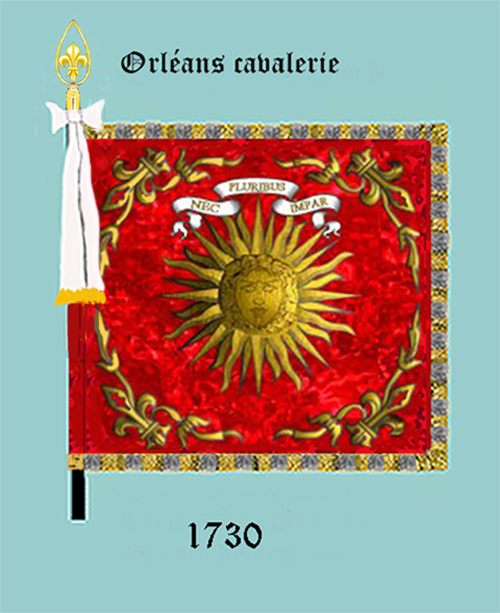
Vorderseite bis 1730
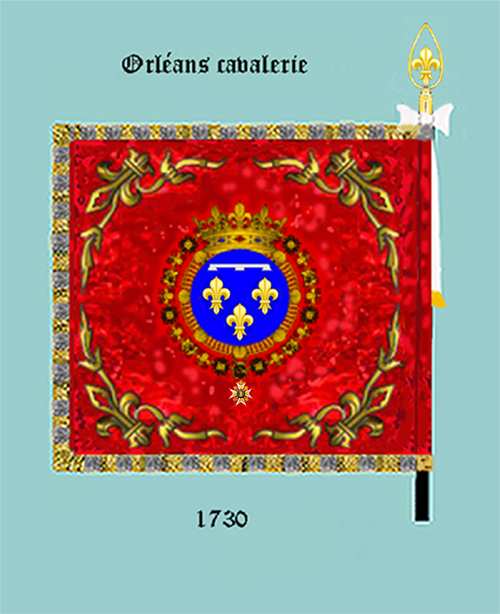
Rückseite bis 1730
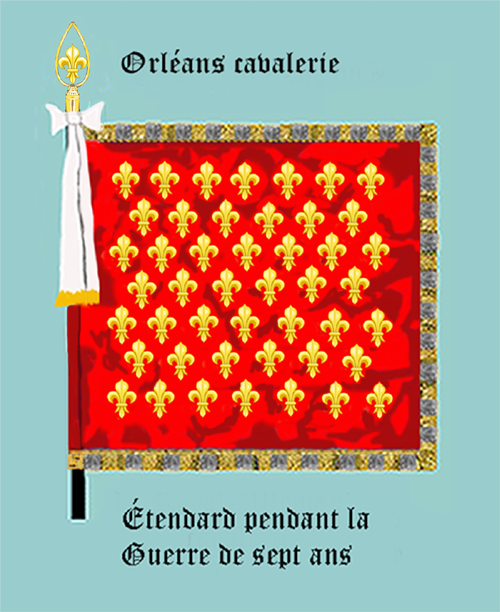
Vorderseite während des Siebenjährigen Krieges
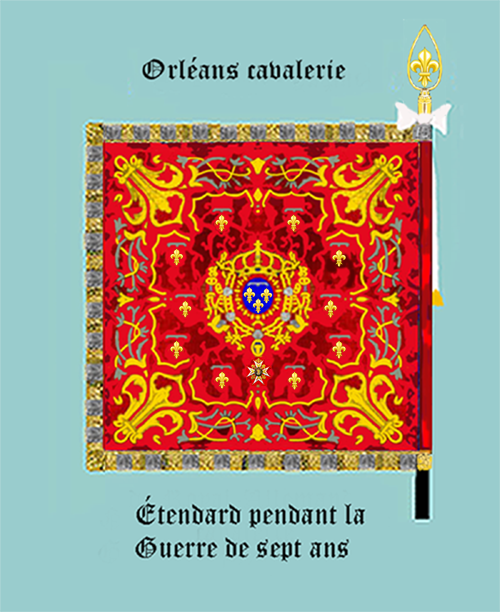
Rückseite während des Siebenjährigen Krieges
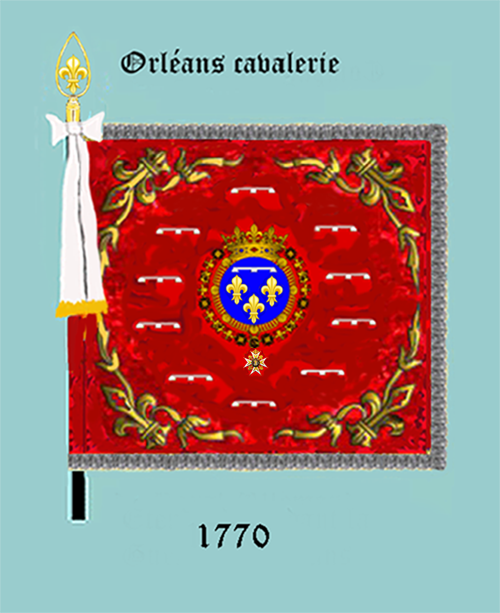
1770
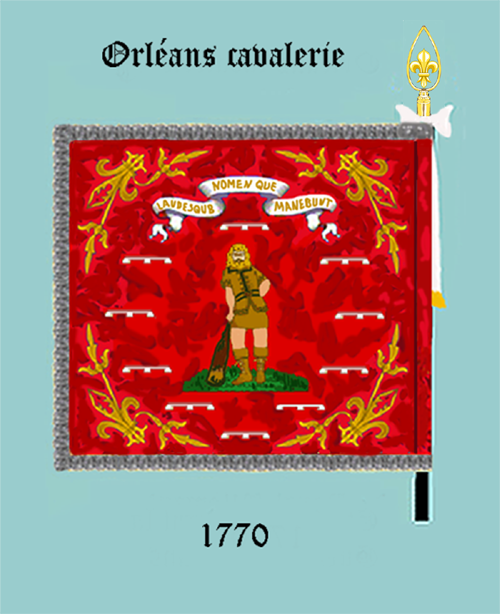
1770
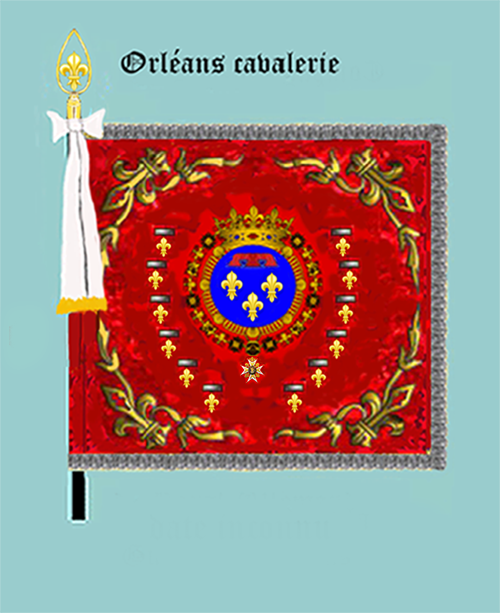
Datum unbekannt

### Uniformen

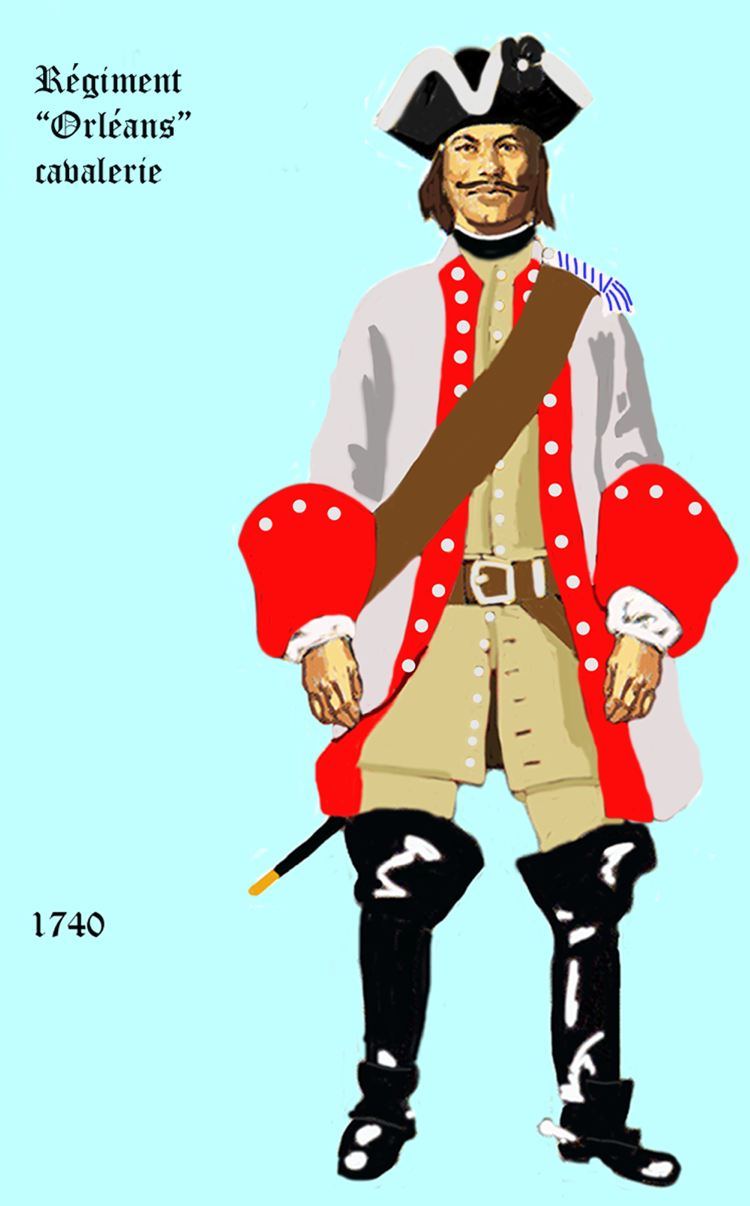
Régiment d’Orléans 1740 bis 1757
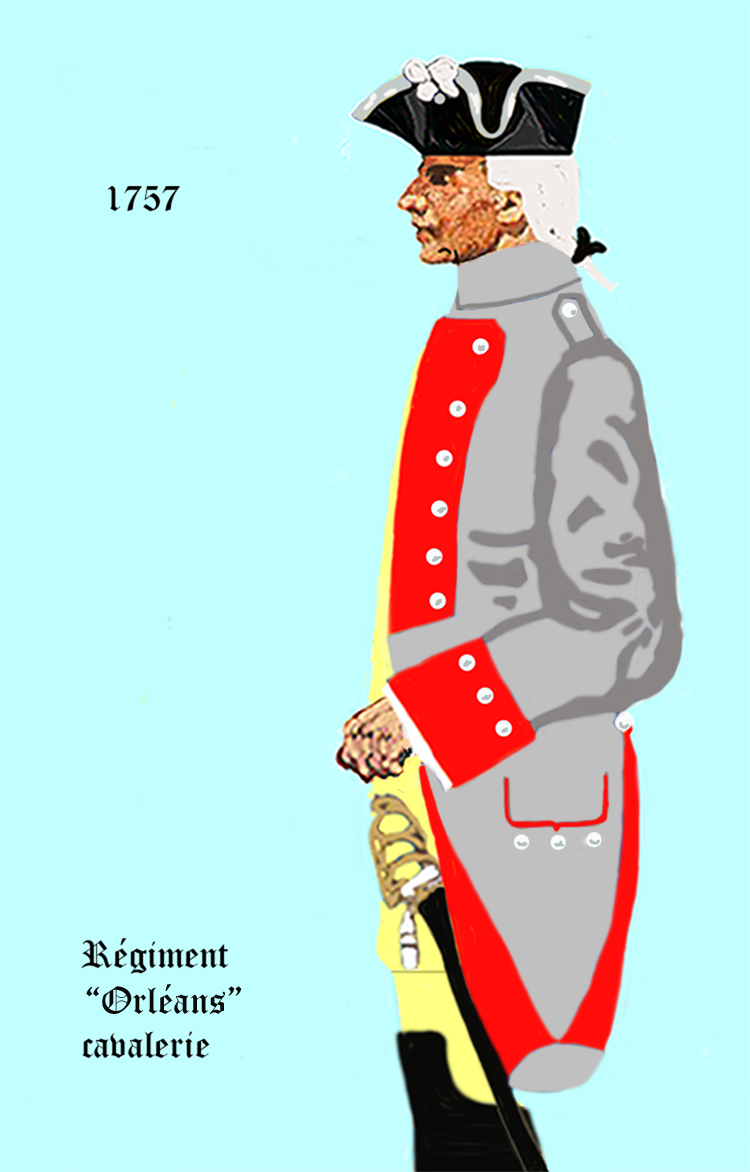
Régiment d’Orléans 1757 bis 1762
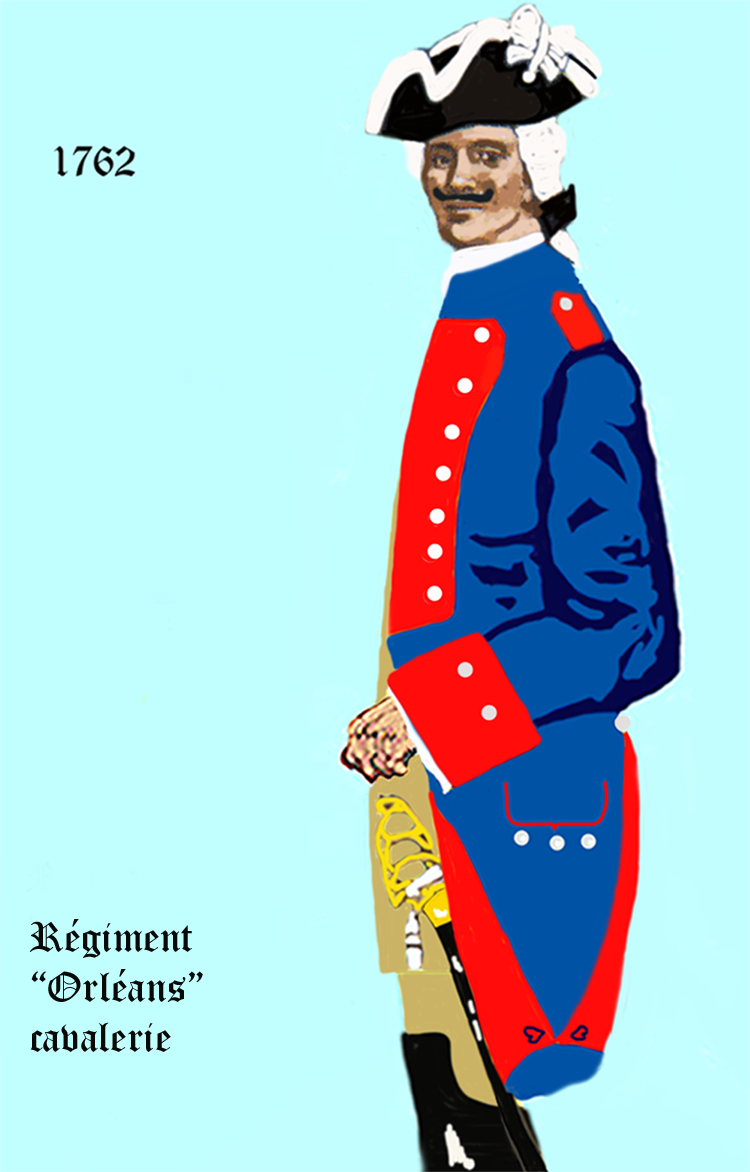
Régiment d’Orléans 1762 bis 1767
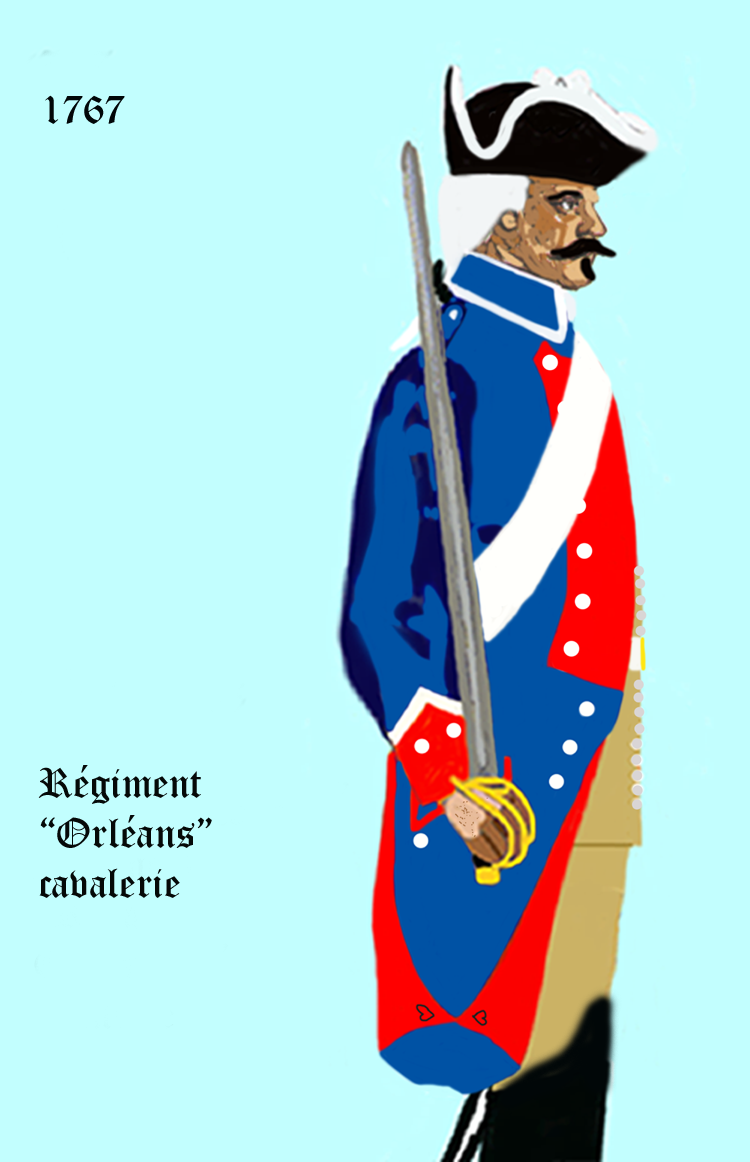
Régiment d’Orléans 1767 bis 1776
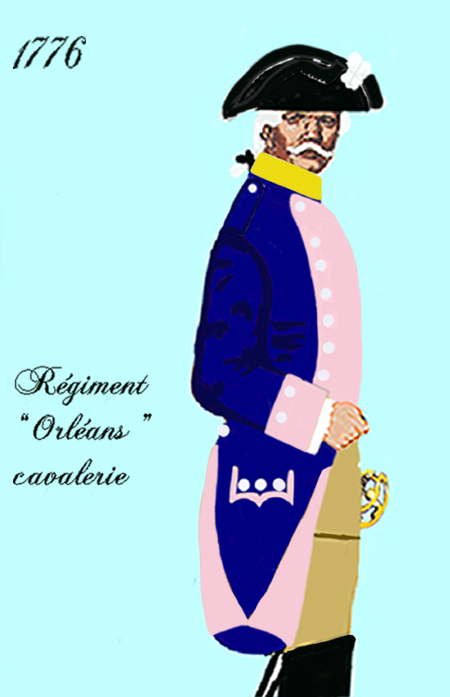
Régiment d’Orléans 1776 bis 1779
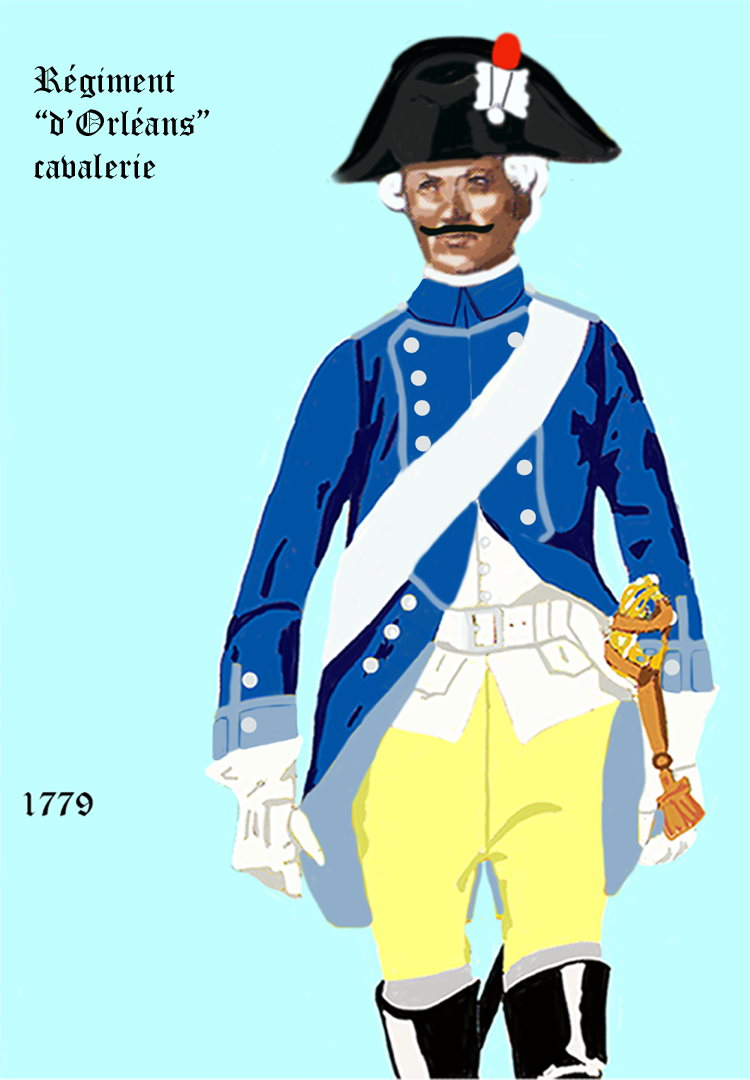
Régiment d’Orléans 1779 bis 1786
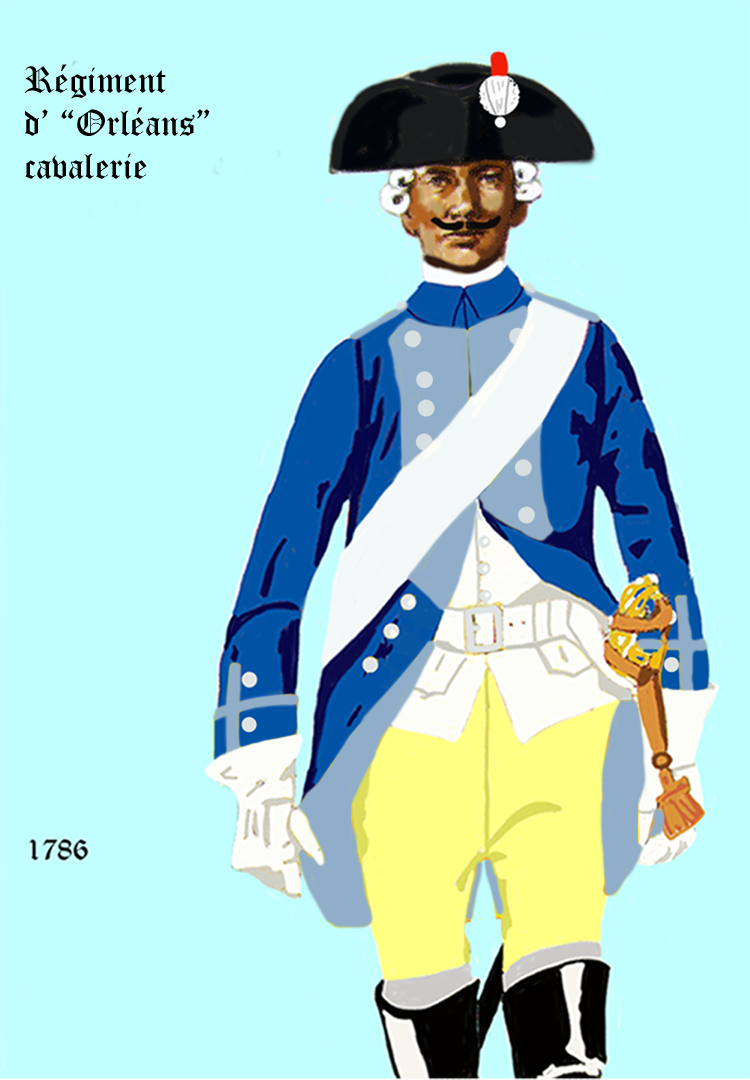
Régiment d’Orléans 1786 bis 1791
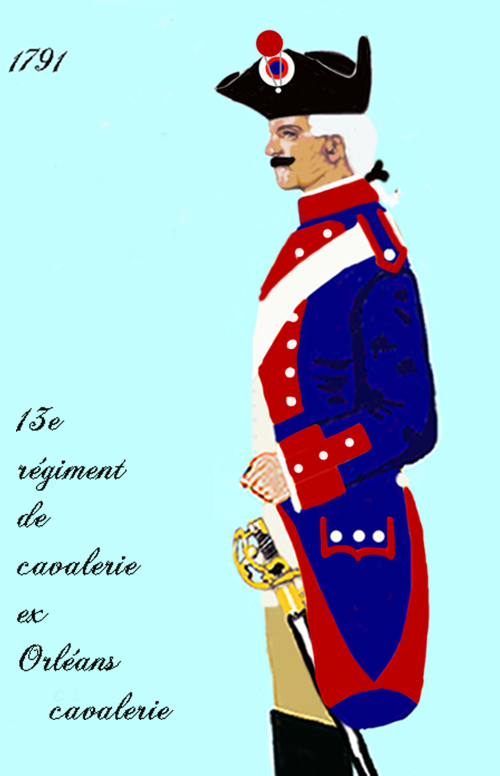
13e Régiment cavalerie 1791

### Mestres de camp-lieutenants, Colonels-lieutenants und Colonels
Mestre de camp war von 1569 bis 1790 die Rangbezeichnung für den Regimentsinhaber und/oder den tatsächlichen Kommandanten eines Kavallerieregiments. Sollte es sich bei dem Mestre de camp um eine Person des Hochadels handeln, die an der Führung des Regiments kein Interesse hatte (wie z. B. der König oder die Königin) so wurde das Kommando dem „Mestre de camp lieutenant“ (oder „Mestre de camp en second“) überlassen. Die Bezeichnung Colonel wurde von 1791 bis 1793 und ab 1803 geführt. Von 1793 bis 1803 verwendete man in der französischen Armee auch bei der Kavallerie die Bezeichnung Chef de brigade. Ab 1791 gab es keine Regimentsinhaber mehr.
- 16. Mai 1635: Mestre de camp-lieutenant[4] Jacques, commandeur de Souvré
- 6. Mai 1651: Mestre de camp-lieutenant Henri de La Grange-Montigny, marquis d’Arquien
- 1654: Mestre de camp-lieutenant Artus de Gouffier, duc de Roannèz
- 7. Dezember 1665: Mestre de camp-lieutenant Gaspard Donneau de Visé
- 1668: Mestre de camp-lieutenant d'Harcourt, chevalier de Beuvron
- 1670: Mestre de camp-lieutenant commandeur de Valençay
- 1672: Mestre de camp-lieutenant François VII. de La Rochefoucauld
- 1. März 1673: Mestre de camp-lieutenant Nicolas Auguste de La Baume, chevalier de Montrevel dann marquis de Montrevel (Genannt: Maréchal de Montrevel)
- 29. August 1675: Mestre de camp-lieutenant Louis du Fossé de La Mothe, comte de Watteville
- Mai 1690: Mestre de camp-lieutenant comte de Saulx-Tavannes
- 1. Mai 1693: Mestre de camp-lieutenant Jacques Joseph Vipart, marquis de Silly
- 25. Dezember 1704: Mestre de camp-lieutenant Nicolas Louis Grostête de Jouy
- 6. März 1719 :  Mestre de camp-lieutenant Henri François, comte de Ségur
- 10. März 1734: Mestre de camp-lieutenant Louis Robert Malet de Valsemé, marquis de Valsemé, dann seit Mai 1730 comte de Graville
- 20. Februar 1743: Mestre de camp-lieutenant de Rohan, comte de Montauban
- 3. März 1747: Mestre de camp Louis de Drummond, comte de Melfort
- 10. April 1752: Mestre de camp-lieutenant Louis Gabriel de Conflans d’Armentières, comte de Conflans
- 27. April 1761: Mestre de camp-lieutenant Jacques, marquis de Noë
- 21. Mai 1766: Mestre de camp-lieutenant Charles Georges, marquis de Clermont-Gallerande
- 1. Januar 1784: Mestre de camp-lieutenant Augustin Jean Louis Antoine, comte de Barbançon
- 25. Juli 1791: Colonel Hyacinthe Vincent Marie de Kérisquet de Gibon
- 23. März 1792: Colonel Pierre Lavaux Saint-Étienne Lalande
- 27. Mai 1792: Colonel Barthélemy de Bassignac d’Anglars
- 12. Juli 1792: Colonel Charles Antoine Christophe Guerpel
- 19. Dezember 1792: Colonel, ab 1793 Chef de brigade Antoine Raymond Faral
- 1. Mai 1794: Chef de brigade Jean Aubry
- 2. April 1797: Chef de brigade André Balmont
- 6. Juli 1800: Chef de brigade Béclerc
- 3. Dezember 1802: Chef de brigade, ab 1803 Colonel Jean-Auguste Carrié
- 5. April 1807: Colonel Frossard
- 28. Dezember 1809: Colonel Blancheville
- 29. Juni 1810: Colonel Félix Rozat
- 25. November 1813: Colonel Chaillot
- 1814: Colonel Charles Adam